# 2-Isopropoxyphenol
o-Isopropoxyphenol ist eine chemische Verbindung aus der Gruppe der Phenolether und ein Metabolit von Propoxur.

## Gewinnung und Darstellung
o-Isopropoxyphenol kann als Hauptprodukt der Reaktion von Brenzcatechin mit Isopropylbromid in Gegenwart von Natriummethoxid in Methanol gewonnen werden.

## Eigenschaften
o-Isopropoxyphenol ist eine brennbare, schwer entzündbare, farblose bis bernsteinfarbene Flüssigkeit, die schwer löslich in Wasser ist.

## Verwendung
o-Isopropoxyphenol wurde als Zielchemikalie bei der Entwicklung einer Methode zur Messung der phenolischen Metaboliten von Pestiziden im Urin verwendet.

## Sicherheitshinweise
Die Dämpfe von o-Isopropoxyphenol können mit Luft ein explosionsfähiges Gemisch (Flammpunkt 88 °C) bilden.